# Dunvant
Dunvant (en anglais) ou Dyfnant (en gallois) est une communauté de la cité et comté de Swansea, au pays de Galles.

## Géographie
Dunvant est une banlieue résidentielle située à 7 km à l'ouest du centre-ville de Swansea.

## Démographie
Au recensement de 2011, la communauté de Dunvant comptait 4 383 habitants.